# Allée couverte du Parc-Kerdic
L' allée couverte du Parc-Kerdic, appelée aussi Roche-Gouarandem, est située sur la commune de Saint-Connan dans le département français des Côtes-d'Armor.

## Protection
Le monument fait l’objet d’un classement au titre des monuments historiques depuis le 4 novembre 1963.

## Description
L'allée couverte est en partie ruinée. Elle est délimitée par sept orthostates et mesure 12 m de longueur dont une chambre rectangulaire de 7 m de long sur 1,70 m de large. La galerie d'accès (largeur 1,90 m) qui était située au nord-est est totalement ruinée, il n'en demeure que deux murets en pierres sèches. Une table de couverture (2,50 m de long, 2 m de large, 0,80 m d'épaisseur) est demeurée en place, une seconde est renversée.
Des fouilles menées en 1848 ont permis d'y recueillir plusieurs objets en bronze dont une pointe de lance à douille et ailerons.